# Romain Zaleski
Romain Zaleski (Parigi, 7 febbraio 1933) è un imprenditore e finanziere francese naturalizzato italiano.

## Biografia

### Famiglia
Romain Zaleski è nato a Parigi nel 1933, in una famiglia della nobiltà polacca, terzo di quattro figli. Suo padre, Zygmunt è uno scrittore e professore di lettere polacche alla Sorbona di Parigi. La madre è un medico e proprietaria terriera.
Entrambi i genitori di Zaleski hanno partecipato alla resistenza antinazista, il padre Zygmunt viene arrestato mentre si trova in Francia, trasferito prima a Parigi, dove viene torturato, e poi a Buchenwald. La madre, che invece era tornata in Polonia, viene arrestata dalla Gestapo a Varsavia nel 1944 e deportata a Ravensbruck. Il fratello di Zaleski, Pierre, si dà alla macchia con l'Armia Krajowa ed arrestato poi dall'Armata Rossa, una volta liberato ritorna in Francia e diventa ingegnere. Romain ha aiutato come altri fanciulli la resistenza polacca, recapitando documenti e messaggi per conto dei partigiani.

### Dall'alta funzione pubblica alla Carlo Tassara
Entra all'École Polytechnique e si laurea in ingegneria all'École nationale supérieure des mines de Paris nel 1958. 
Diventa alto funzionario dell'amministrazione francese e partecipa alla fine degli anni Sessanta a diversi gabinetti ministeriali, tra cui quello del ministero dell'Industria. Nel 1972 lascia la funzione pubblica per dirigere il gruppo Révillon Frères.
Alla fine degli anni Settanta, divenne tesoriere dell'Unione per la Democrazia Francese. Costretto a lasciare Révillon nel 1979, diviene consulente di Comilog, compagnia mineraria del Gabon, per conto della quale viene a contatto con il produttore siderurgico italiano Carlo Tassara debitore dell'operatore minerario franco-gabonese. Dopo averne evitato il fallimento, entra nel capitale della società italiana che ha lo stesso nome del fondatore, Carlo Tassara, e ne prende il controllo. Ne fa una holding di diritto lussemburghese, specializzata nel settore minerario e siderurgico, e dal 1994 nei servizi bancari.
A metà degli anni Novanta si consolida il rapporto decisivo per la vita e la carriera dell'ingegnere franco-polacco. Quello con Giovanni Bazoli, presidente della bresciana Mittel crocevia di molteplici interessi, e ora anche presidente del consiglio di sorveglianza di Intesa Sanpaolo, sostenitrice nel corso degli anni della Tassara. Zaleski entra con la sua società nella Mittel con una partecipazione del 15,3% diventandone anche vicepresidente.  Ha scritto Giovanni Pons su Repubblica del 27 ottobre 2008: “La vicinanza culturale ma anche di affari con un banchiere dalla reputazione immacolata come Giovanni Bazoli, lo hanno consacrato alle cronache nella veste di gran puntellatore dei punti fragili della galassia del nord. Zaleski è un imprenditore finanziere estraneo ai salotti ma non ostile ai salotti, che ha sempre saputo raccogliere il proprio tornaconto dagli scontri che si svolgevano attorno a lui”. Ed è stato proprio uno scontro all'interno del salotto a consentire al padrone di Tassara di realizzare un colpo borsistico nel 2000-2001: con la guerra in più fasi scoppiata attorno a Falck e poi Compart-Montedison, Zaleski ha incassato plusvalenze molto alte. 
Negli anni poi la Tassara, ricorrendo anche ai debiti, diventa azionista di Intesa Sanpaolo (con più del 5%), di Generali e Mediobanca (poco sopra il 2%), di Edison (10%). Rileva partecipazioni in Cattolica, UniCredit, Mps, la polacca Alior Bank. Tramite la sua controllata lussemburghese Carlo Tassara International SA, la holding di Zaleski acquista un pacchetto azionario del 7,4% di Arcelor, gruppo siderurgico europeo con sede in Lussemburgo. Quando nel 2006 la Mittal Steel Company, la società olandese della famiglia indiana Mittal, e il gruppo siderurgico russo Severstal lanciano due distinte OPA ostili, Romain Zaleski è decisivo nel dare la preferenza al miliardario indiano Lakshmi Mittal. Dalla fusione è nato il primo gruppo mondiale della siderurgia: ArcelorMittal. 
Nel 2007 Zaleski compare tra le persone più ricche del mondo secondo Forbes, piazzandosi al 488º posto con 2 miliardi di dollari. 
Le sue holding hanno sede in paesi dal fisco leggero, come il Lussemburgo e i Paesi Bassi. La più importante è la Zygmunt Zaleski stichting, una fondazione (stichting in olandese) con base ad Amsterdam, uno dei primi finanziatori della Biblioteca polacca a Parigi. La fondazione Zygmunt Zaleski controlla a sua volta due holding olandesi: Tanagra e Ajanta. 
Tanagra controlla la finanziaria Blowin (con sede a Hong Kong) che partecipa con il 10% in Everbest century holdings, società quotata a Hong Kong ma con sede alle Bermude. Argepa, nata nel 2000, controlla i pacchetti azionari delle due aziende italiane: la Carlo Tassara spa e la Società Camuna di partecipazioni (fino al 2005 nota come Carlo Tassara Finanziaria). Azionisti della Argepa, oltre a Romain Zaleski, sono anche i suoi due figli Konstantin e Wladimir, che insieme ne detengono il 40% circa, e la famiglia Tassara con circa il 20%.
Nel 2008, con l'emergere della crisi dei mutui subprime e i forti ribassi di Borsa, la Carlo Tassara si trova in difficoltà con il valore del patrimonio dimezzato e con debiti pari a 5,5 miliardi. Deve così mettersi d'accordo con le banche per ristrutturare l'indebitamento. Un'operazione, guidata da Pietro Modiano, voluto dalle banche alla presidenza della holding, che richiede 11 anni di tempo con la cessione di numerose partecipazioni compresa quella della banca polacca.  Nel novembre 2019, dopo aver restituito quasi l'intero debito, la Carlo Tassara ritorna nelle mani di Zaleski. Nel portafoglio restano Metalcam, specializzata nella produzione  di forgiati a disegno in acciai di alta qualità, e la Carlo Tassara France, titolare del 7% di Comilog, la compagnia mineraria del Gabon che è il secondo produttore al mondo di manganese.

## Vita privata
Sposato due volte, la seconda moglie Helene de Prittwitz - per anni assistente di Valéry Giscard d'Estaing alla presidenza della Repubblica francese - è vice presidente vicario della fondazione Milano per la Scala. Ha due i figli.